# Bitva u Largy
Bitva u Largy, řeky, která je levým přítokem řeky Prut, se odehrála 7. července 1770. Byla to pozemní bitva mezi ruským a osmanským vojskem ve které Rusové dosáhli jednoznačného vítězství. Tato bitva se konala ve stejné době jako námořní bitva u ostrova Chios ve které ruská flotila zcela zničila turecké loďstvo.
Ruský velitel polní maršál Pjotr Rumjancev měl k dispozici 38 000 mužů a 115 děl. Proti němu stálo vojsko kterému velel krymský chán Kaplan Girey a které bylo složeno z 30 000 krymských jezdců a 15 000 pěších Turků. Během osmihodinové bitvy se Rusové přepravili na druhý břeh řeky Largy kde obsadili tábor nepřítele, který měl početní výhodu a získali všech jeho 33 děl.
Polní maršál Rumjancev obdržel po této bitvě řád svatého Jiří prvního stupně. O dva týdny později se dosáhli Rusové dalšího velkého vítězství v bitvě u Kahulu.